# گایاتری (بازیگر هندی)
گایاتری (انگلیسی: Gayathrie) بازیگر هندی است که در فیلم‌های تامیل و مالایالم بازی می‌کند. اولین حضور او در فیلم تامیل در سال ۲۰۱۲ در فیلم ۱۸ ساله بود و برای نقش آفرینی در فیلم تعدادی از صفحات مفقود شدند (۲۰۱۲) معروف تر است. او اولین حضور خود در فیلم مالایالم را با نقش آفرینی در فیلم بعد برو از من شکایت کن (۲۰۲۲) آغاز کرد.

## دوران ابتدایی زندگی
گایاتری در بنگلور به دنیا آمد و  در همان جا بزرگ شد.

## فیلم‌شناسی
- تمام فیلم‌ها تامیل هستند به جز آنهایی که خلاف آن مشخص گردیده‌است.

| سال  | فیلم                       | Role(s)            | نکات          | مرجع.        |
| ---- | -------------------------- | ------------------ | ------------- | ------------ |
| ۲۰۱۲ | ۱۸ ساله                    | گایاتری            |               | [ ۲ ]        |
| ۲۰۱۲ | تعدادی از صفحات مفقود شدند | دانا لاکشمی (دانا) |               | [ ۳ ]        |
| ۲۰۱۳ | اوقات بی نظیر عصرگاهی      | دیویا              |               | [ ۴ ]        |
| ۲۰۱۷ | معمای دشوار                | میرا               |               | [ ۵ ]        |
| ۲۰۱۹ | سوپر لوکس                  | جوتی               |               | [ ۶ ]        |
| ۲۰۱۹ | کی-۱۳                      | پاویترا            |               | [ ۷ ]        |
| ۲۰۲۲ | ویکرام                     | گایاتری آمر        |               |              |
| ۲۰۲۲ | انسان بزرگوار              | ساویتری            |               | [ ۸ ]        |
| ۲۰۲۲ | بعد برو از من شکایت کن     | دوی                | فیلم مالایالم | [ ۹ ] [ ۱۰ ] |
| ۲۰۲۳ | اوراق کرونا                | وینا               | فیلم مالایالم | [ ۱۱ ]       |